# 대한민국-슬로베니아 관계
대한민국-슬로베니아 관계(Slovenia–South Korea relations)는 슬로베니아와 대한민국 간의 양자 관계이다.

## 역사
슬로베니아와 대한민국과 관계는 20세기 냉전 시기에 이뤄졌다. 유고슬라비아가 붕괴되고, 냉전이 종식되면서 양국은 1992년에 외교 관계 수립에 합의하였다. 슬로베니아는 수교 이후부터 한동안 주일본 슬로베니아 대사관이 대한민국을 겸임해 오다가, 2022년에 대한민국 서울에 주한 슬로베니아 대사관을 개설하였다. 대한민국은 수교 이후부터 한동안 주오스트리아 대한민국 대사관 겸 주빈 국제 기구 대표부가 슬로베니아를 겸임해 왔는데, 2023년 11월 7일에 주슬로베니아 대사관 개설을 결정했고, 2025년에 슬로베니아 류블랴나에 주슬로베니아 대한민국 대사관을 개설하였다.

## 같이 보기
- 대한민국의 대외 관계
- 슬로베니아의 대외 관계